# Maiden England
Maiden England е лайф видео на британската хевиметъл група Айрън Мейдън, издадено по време на световното турне за албума Seventh Son of a Seventh Son. Записано е на в Бирмингам, Англия на 27 и 28 ноември 1988 г. в залата на NEC и е издадено през 1989 г. (и в ограничен тираж през 1994 г. на диск). Режисьор и продуцент е басистът и основател на групата Стив Харис. Става златен в САЩ и Канада.

## Видео издание
1. Moonchild
2. The Evil That Men Do
3. Prisoner
4. Still Life
5. Die With Your Boots On
6. Infinite Dreams
7. Killers
8. Can I Play With Madness
9. Heaven Can Wait
10. Wasted Years
11. The Clairvoyant
12. Seventh Son Of A Seventh Son
13. The Number Of The Beast
14. Hallowed Be Thy Name
15. Iron Maiden

## CD издание
1. Moonchild
2. The Evil That Men Do
3. The Prisoner
4. Still Life
5. Die With Your Boots On
6. Infinite Dreams
7. Killers
8. Heaven Can Wait
9. Wasted Years
10. The Clairvoyant
11. Seventh Son Of A Seventh Son
12. The Number Of The Beast
13. Iron Maiden

## Състав
- Брус Дикинсън – водещи и беквокали
- Дейв Мъри соло и ритъм китара
- Ейдриън Смит – соло и ритъм китара, беквокали
- Стив Харис – бас, беквокали
- Нико Макбрейн – барабани